# Lupoč
Lupoč (ungarisch Gácslápos – bis 1907 Lupocs, zeitweise auch Lupacs) ist eine Gemeinde im Süden der Slowakei mit 234 Einwohnern (Stand 31. Dezember 2024). Sie gehört zum Okres Lučenec, einem Kreis des Banskobystrický kraj, und ist zugleich Teil der traditionellen Landschaft Novohrad.

## Geographie
Die Gemeinde befindet sich am westlichen Rand des Talkessels Lučenská kotlina, selbst eine Untereinheit der Juhoslovenská kotlina, am Fuße des Gebirges Ostrôžky, am Bach Mašková. Das Ortszentrum liegt auf einer Höhe von 306 m n.m. und ist 11 Kilometer von Lučenec entfernt.
Nachbargemeinden sind Stará Halič im Norden und Nordosten, Halič im Osten, Lehôtka im Süden, Praha im Westen und Polichno im Nordwesten.

## Geschichte

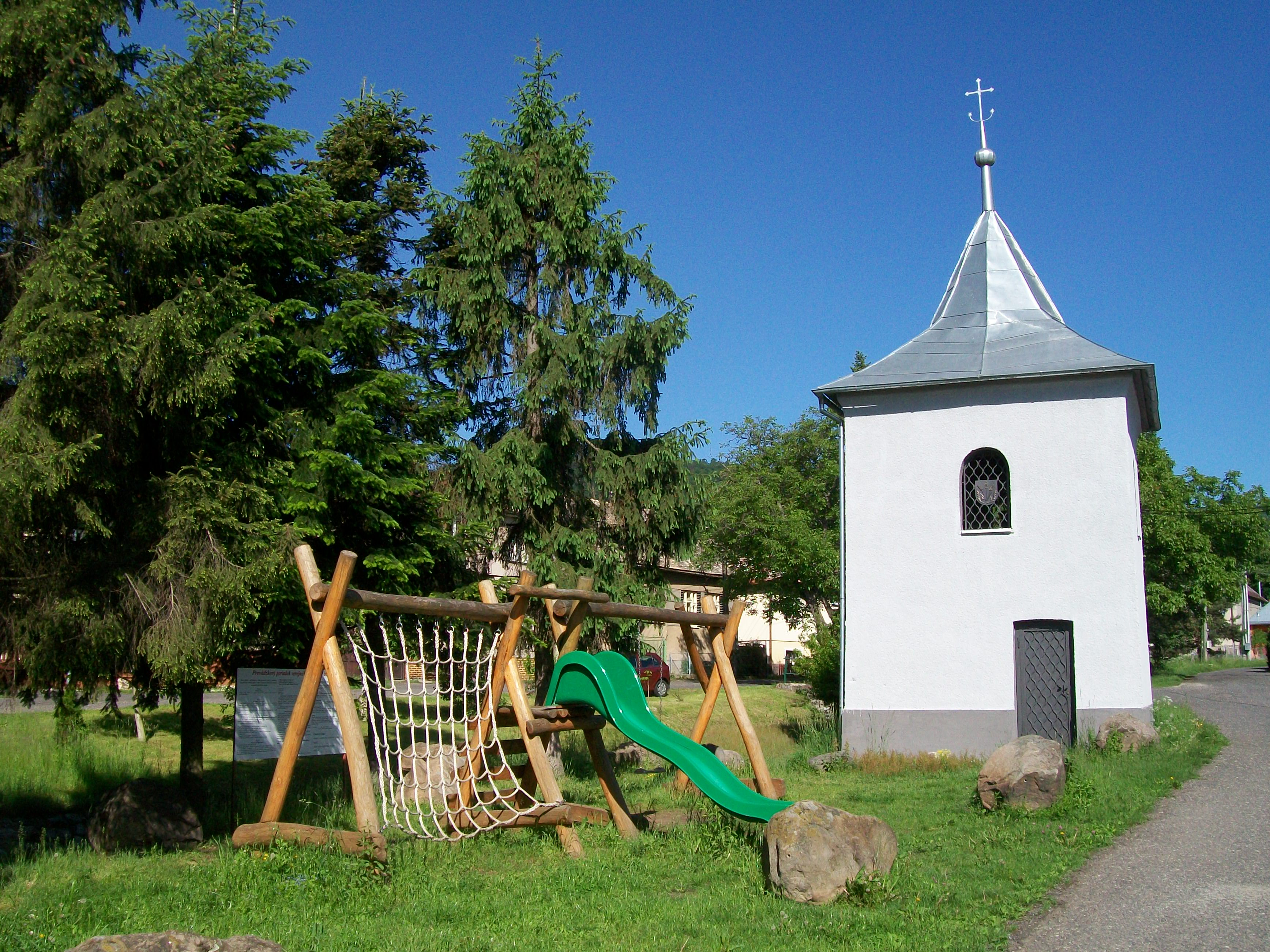
Glockenturm und Spielplatz

Lupoč wurde zum ersten Mal 1499 als Lwpoch schriftlich erwähnt und war zuerst Bestandteil der Herrschaft von Halič, ab 1596 der Burg Šomoška. In der zweiten Hälfte des 16. Jahrhunderts war das Dorf gegenüber dem Osmanischen Reich tributpflichtig. 1828 zählte man 38 Häuser und 286 Einwohner, die als Landwirte und Fuhrmänner beschäftigt waren.
Bis 1918/1919 gehörte der im Komitat Neograd liegende Ort zum Königreich Ungarn und kam danach zur Tschechoslowakei beziehungsweise heute Slowakei.

## Bevölkerung
| Jahr                | 1994 | 2004     | 2014    | 2024    |
| ------------------- | ---- | -------- | ------- | ------- |
| Anzahl der Personen | 203  | 234      | 245     | 234     |
| Unterschied         |      | +15,27 % | +4,70 % | −4,48 % |

| Jahr                | 2023 | 2024    |
| ------------------- | ---- | ------- |
| Anzahl der Personen | 221  | 234     |
| Unterschied         |      | +5,88 % |

Gemäß der Volkszählung 2011 wohnten in Lupoč 251 Einwohner, davon 212 Slowaken, drei Roma und ein Magyare. Ein Einwohner gab eine andere Ethnie an und 34 Einwohner machten keine Angabe zur Ethnie.
117 Einwohner bekannten sich zur römisch-katholischen Kirche, 62 Einwohner zur Evangelischen Kirche A. B. und ein Einwohner zur griechisch-katholischen Kirche. 29 Einwohner waren konfessionslos und bei 42 Einwohnern wurde die Konfession nicht ermittelt.

## Bauwerke und Denkmäler
- Glockenturm